# آیین برانسکیل
آیین برانسکیل (انگلیسی: Iain Brunskill؛ زادهٔ ۵ نوامبر ۱۹۷۶) بازیکن فوتبال است.